# Chropy
Chropy – wieś w Polsce położona w województwie łódzkim, w powiecie poddębickim, w gminie Poddębice, na Wysoczyźnie Łaskiej nad rzeką Ner oraz Korytem Starego Neru, 3 km na północ od Poddębic, w rejonie dużych skupisk leśnych oraz w pobliżu Obszaru Chronionego Krajobrazu „Dolina Neru”. Sąsiaduje od południa z wsią Klementów, od południowego wschodu z miastem Poddębice, od zachodu ze Sworawą a od północy i północnego zachodu ze wsiami Karnice, Sędów i Wilczków.
Wieś wraz z wsią Chropy-Kolonia tworzy sołectwo Chropy.

## Etymologia nazwy
Pierwotnie nazwa wsi brzmiała - Chrapy. Nazwa ta przypuszczalnie powstała od imienia lub nazwiska duchownego Chrapa - duchownego ze Skałki - biskupstwo krakowskie, który miał na uposażeniu tę wioskę. Być może to nazwa określająca ziemię bagnistą, porosłą krzakami, która zamarzając zimą tworzyła "chropy" lub po prostu ziemię położoną nisko, w dolinie, podmokłą. Nazwa "Chrapy" była używana bardzo długo, bo aż do pierwszych dekad XX wieku. Stosunkowo niedawno utrwaliła się nazwa Chropy, która funkcjonuje dzisiaj.

## Historia

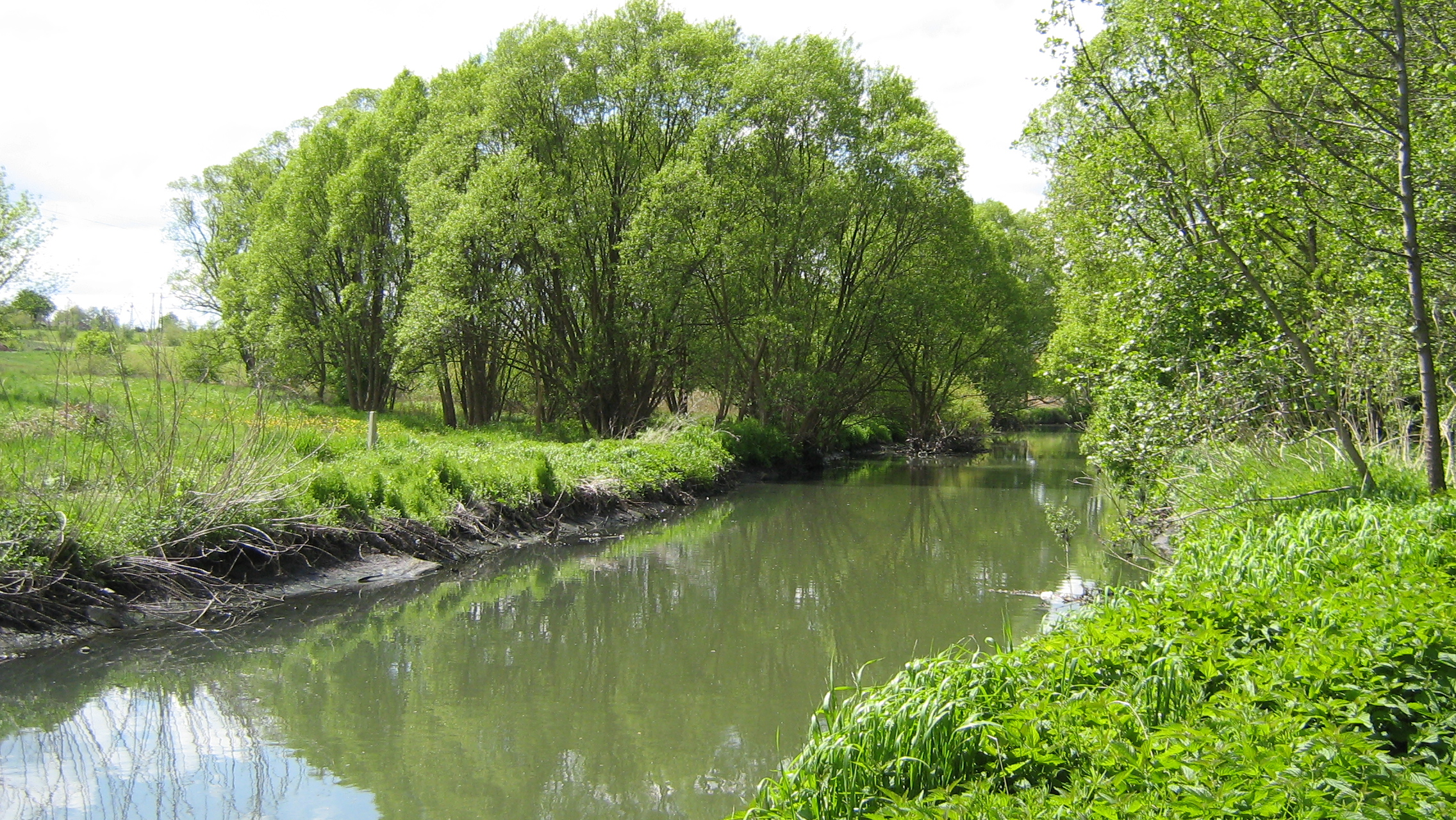
Rzeka Ner w okolicach Chrop, fragment Obszaru chronionego krajobrazu "Dolina Neru"

### X wiek - 1419r. Dzieje najstarsze - biskupstwo krakowskie
Wieś ma bardzo długą historię, która rozpoczyna się w średniowieczu (X wiek), a potem ściśle związana jest z dziejami Poddębic i historią rodzin, które władały tymi terenami. Prawdopodobnie jest jedną z najstarszych miejscowości w tej okolicy. Zapewne już od XI wieku należała do biskupstwa krakowskiego.
Najpóźniej w X wieku powstało tu przygraniczne grodzisko plemienia Łęczycan (przysiółek Uwału, którego nazwa wskazuje na wcześniejsze istnienie pewnych założeń ziemnych), którego celem była obrona okolicznych terenów. Chropy należały wtedy do sieci grodów wzdłuż linii rzek: Neru i Warty. Na usytuowanie go właśnie tutaj zdecydowano się ze względu na idealne warunki topograficzne (wysokie wzgórze nad doliną Neru). Dowodem istniejącego zróżnicowania majątkowego ówczesnej ludności jest znalezienie jednosiecznego miecza żelaznego.

### 1419 - 1864r. Klucz poddębicki
W "Monografii historycznej dawnych dóbr kapituły krakowskiej w sieradzkim i łęczyckim" zapisano, że: "w 1419 roku spisano jednobrzmiące akty przed sądem łęczyckim (7 marca 1419) i w sieradzkim (14 marca w Szadku) mocą, których Jarosław z Wardzynia odziedziczone po ojcu Jakubie (Jakusiu) wsie Wirzkodono, Warzelino i Parczew zamieniają na wsie Chropy i Wilczków w sieradzkim, tudzież Rąbień, Wierszowice i Biezle (dzisiejsza wieś Bliźnia) w łęczyckim z kapitułą krakowską, otrzymując poza tym dopłatę 80 grzywien)."
Miejscowość do 1419 roku wchodziła w skład dóbr kapituły krakowskiej. Od tej pory Chropy weszły w skład klucza poddębickiego i były własnością m.in. Chebdów i Poddębskich (1419-1522 r.), Grudzińskich (1522-1716 r.), Duninów (1716-1735), Sanguszków (1735-1787) oraz Zakrzewskich (1787-1864, folwark do 1938). Od 1443 roku, czyli od momentu erygowania parafii, Chropy należą do Parafii Świętej Katarzyny w Poddębicach.

### 1864 - 1938r. Czas rozwoju - Zakrzewscy
Na mocy ukazu Carskiego pod datą 19 lutego 1864 roku, w oparciu o tabelę likwidacyjną sporządzoną przez Komisję Centralną Włościańską, zatwierdzonymi przez Urząd Królestwa Polskiego odpisano z dóbr Napoleona Józefa Zakrzewskiego na rzecz uwłaszczenia włościan chropskich - "morgów 448 i prętów 7".
Z chwilą tą włościanie w dobrach Zakrzewskich stali się wolnymi chłopami, nie musieli odpracowywać pańszczyzny. Po wybudowaniu zabudowań na otrzymanych parcelach dali początek wsi w dzisiejszym kształcie. Włościanie od tej chwili płacili czynsz na rzecz Urzędu Gminy w Poddębicach.
W archiwum Zakrzewskich znajduje się dokument "Opisanie Zabudowań Włościańskich Wsi Chropy", w którym podane są dokładne informacje na temat zabudowań, liczby domów mieszkalnych, gospodarzy oraz stanu poszczególnych obiektów. Z tego dokumentu wiadomo, że we wsi było 14 chałup z bali, słomą pokrytych oraz karczma "Bugaj" zwana, z bali postawiona. Ówczesny stan folwarku chłopskiego, obejmujący 383 mórg, opisuje inny dokument "Opisanie Zabudowań Folwarcznych Folwarku Chrop". Na folwark składały się: dwór z drzewa postawiony, gorzelnia stara, zabudowanie z drzewa, chałupy z drzewa, spichlerz z bali oraz woźnica, stodoła, owczarnia i obora. Wszystko to było własnością Zakrzewskich do roku 1938.

### 1938 - 2009r. II wojna światowa i dzieje najnowsze
Teren Chrop przecina linia kolejowa nr 131 - tzw. magistrala węglowa, wybudowana w latach 1928-1933. Przy jej budowie pomagało wielu mieszkańców wsi.
W 1928 wysiłkiem mieszkańców zorganizowano Ochotniczą Straż Pożarną Chropy; z okazji 75 rocznicy powstania OSP miejscowa społeczność upamiętniła to wydarzenie, fundując tablicę pamiątkową.
W czasie II wojny światowej wiele osób z tej wioski zostało przesiedlonych lub wywiezionych na przymusowe roboty. Większość z nich trafiła do Francji.
W II połowie XX wieku wybudowano tutaj fermę drobiu.
W latach 1975–1998 miejscowość administracyjnie należała do województwa sieradzkiego.

## Szlaki turystyczne
Przez teren Chrop przebiegają dwa szlaki turystyczno-krajoznawcze o dużym znaczeniu regionalnym. Pierwszym jest  Szlak pieszy im. Marii Konopnickiej, który przecina teren Chrop w pobliskim kompleksie leśnym. Szlak ten ma na celu zwiększenie atrakcyjności turystycznej gminy, kultywowanie tradycji i dziedzictwa kulturowego oraz wzbogacanie wiedzy o regionie. Powstał, aby upamiętnić pobyt Marii Konopnickiej na ziemi łódzkiej, z okazji jubileuszu 50-lecia jej śmierci. Drugim szlakiem, który prowadzi przez centrum wsi, jest  Szlak rowerowy Do gorących źródeł. Ma on na celu pokazanie piękna polskiej wsi oraz połączenie miejscowości związanych z wodami geotermalnymi (Poddębice, Uniejów).

## Inne
- W oddalonym o kilka kilometrów Bronowie, w latach 1862-1872 mieszkała wielka polska pisarka i poetka Maria Konopnicka. W swych utworach często odwoływała się do okolicznych terenów. Opiewała piękno przyrody i krajobraz polskiej wsi Ziemi Poddębickiej.

- W niedalekiej przyszłości planowana jest budowa obwodnicy Poddębic, która przebiegać będzie między innymi przez teren Chrop i doliny Neru.

- Fragment Neru w pobliżu Chrop, Sworawy i Poddębic został objęty ochroną przyrodniczą jako Obszar Chronionego Krajobrazu „Dolina Neru” – w ramach programu Natura 2000.

- Wieś Chropy często bywa porównywana z sąsiednią wsią Sworawa. Obie wsie leżą w bliskim sąsiedztwie, obie należą do Gminy Poddębice, obydwie też posiadają bogatą historię. Podobne są też w ukształtowaniu topograficzno-geograficznym, ponieważ leżą na przeciwległych skarpach nad dzielącą je rzeką Ner. Choć są łudząco podobne - ich historia znacznie się różni. W średniowieczu Sworawa była własnością arcybiskupstwa gnieźnieńskiego, zaś Chropy - biskupstwa krakowskiego. Warto podkreślić fakt, iż Sworawa w odróżnieniu od Chrop, nigdy nie należała do klucza poddębickiego i, co za tym idzie, zarządzali tymi miejscowościami inni właściciele. Historia ta odcisnęła do dziś swoje piętno, bowiem Sworawa, choć leży blisko Poddębic, zawsze należała do parafii w Turze w odróżnieniu od Chrop, które należały i należą do parafii poddębickiej.